# الوزير علي باشا
الوزير علي باشا (علي باشا وزير زاده) سياسي عثماني أصبح والياً على بغداد لمرتين، في الأولى خلفاً للوالي كهية أحمد باشا. حيث ورد متسلمه إلى بغداد في (7 المحرم 1107 ه‍) الموافق (17 أغسطس/آب 1695 م)، ثم ورد الوزير وباشر عمله بإدارة ولاية بغداد حتى عزله سنة (1109ه‍/1698م). حيث خلفه الوزير جلبي إسماعيل باشا والي مصر سنة (1109ه‍) (1695-1697م). أما المؤرخ ياسين العمري فيذكر انه في سنة (111ه‍-1699م) ولي بغداد الوزير علي باشا، وأمره السلطان (مصطفى) بمحاربة عشيرة قشعم (جشعم)، فسار إليهم وحاصرهم وأذلهم فصالحوه على مال، وكان في البصرة متسلماً (داود خان) فخرج من البصرة وتسلم البصرة واليها حسين باشا، وكان في القرنة متسلماً (ميرزا خان)، وفي الحويزة (فرج الله خان)، فلم يتعرضوا بشيء وبقيت في أيديهم.وفي سنة (1112ه‍-1700م) ولي بغداد الوزير (جلبي) إسماعيل باشا. وفي ولايته الثانية، وكما جاء في أخبار سنة (1115 ه‍/1703م) أنه أستلم حكم بغداد من (21 جمادي الثانية 1115ه‍، حتى 13 صفر 1116 ه‍) الموافق (21 أكتوبر/تشرين الأول 1703 حتى 16 يونيو/حزيران 1704م). خلفاً لوالي بغداد الوزير طوبال يوسف باشا المشهور باسم (جوبان). وبعد عزل علي باشا من ولايته الثانية على بغداد خلفه الوزير حسن باشا والي ديار بكر ليحكمها.